# Timo Boll

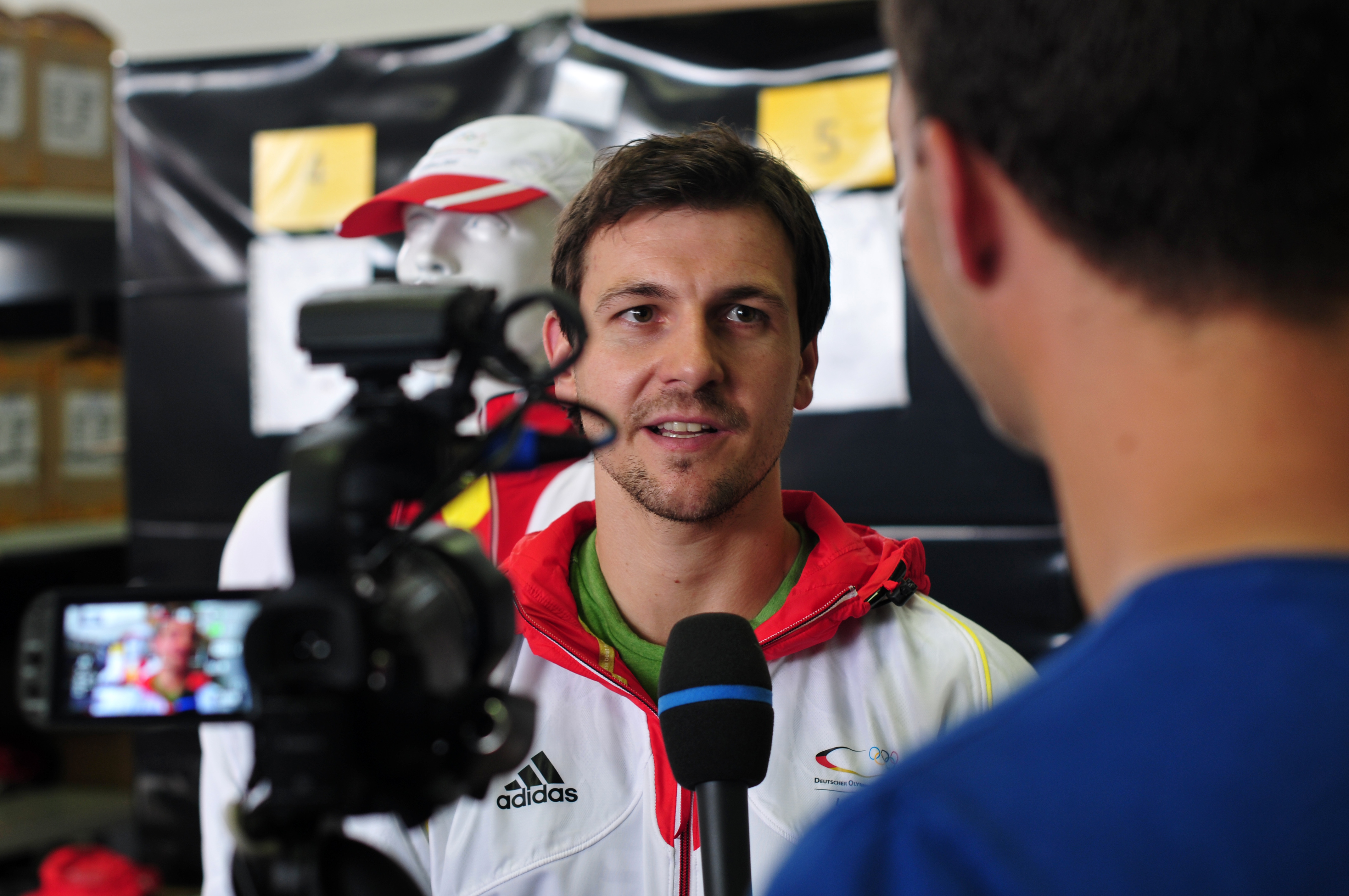
Timo Boll 2012

Timo Boll (8 de marzo de 1981 en Erbach) es un exjugador alemán de tenis de mesa. En abril de 2003 obtuvo el número 1 en el ranking mundial de la ITTF, puesto que también ocupó en marzo del 2018 con 37 años, convirtiéndose en uno de los jugadores de mayor edad en ocupar ese puesto. En marzo de 2020 ocupó el décimo lugar del Ranking Mundial.
Es un jugador zurdo muy completo con un juego equilibrado en ataque y bloqueo así también de derecha como de revés. Campeón de Europa individual absoluto en 2002 y 2007 (jugó la final con Kreanga y Samsonov, respectivamente); ganador de la World Cup del 2005 (donde batió -en el mismo campeonato- a los 3 jugadores titulares de la selección china: Wang Liqin, Ma Lin y Wang Hao); ganador de la liga de campeones con el club TTV Rebau Goennern en la temporada 2005/2006. En 2006 ganó a Wang Liqin de China en la final del abierto de China.
Usa equipamiento Torpedo (Tenergy 05 en el revés y en el derecho y una madera Timo Boll ALC). 
En los Juegos Olímpicos de Río 2016 portó la bandera de su nación.
En la Copa del Mundo de 2017, logró vencer a los dos participantes chinos, Lin Gaoyuan en cuartos de final, tras remontar 7 puntos de partido, y en semifinales al entonces número 1 del mundo, Ma Long, en un épico partido decidido en los últimos puntos del séptimo set.

## Palmarés[1]

### Campeonato del Mundo
- Medalla de bronce 2011: Róterdam ( Países Bajos) es eliminado en semifinales frente a Zhang Jike, que se proclamó campeón
- Subcampeón 2005: Shanghái ( China) en la modalidad de dobles, formando pareja con Christian Süb.

### Copa del mundo
- Campeón (2002, 2005)
- Finalista (2008, 2012, 2017 y 2018)
- Tercer puesto (2010, 2014)

### ITTF World Tour Grand Finals
- Campeón (2005)
- Semifinalista (2002, 2004 y 2017)

### Top-16 Europa
- Campeón (2002, 2003, 2006, 2009, 2010, 2018 y 2020)
- Tercer puesto (2005 y 2019)

### Campeonato europeo
- Campeón (2002, 2007, 2008, 2010, 2011, 2012, 2018 y 2021)
- Finalista (2009, 2014)
- Semifinalista (2003, 2016)

Año 2010/2011: Recobró su puesto como líder del mundo en enero del año 2011 al superar al entonces n.º 1, el chino Ma Long.
Se ha ganado el puesto n.º 1 gracias a la múltiples victorias del mismo año como la Volskwagen cup, el Japan open Kobe, el Polish open, medalla de plata en el WTTC 2010 disputados en Moscú, y demás campeonatos internacionales.
Timo Boll Junto a su equipo de la Bundensliga (Borussia Düsseldorf) han quedado primeros en la clasificación y ganando el mismo título varios años seguidos. 
Junio de 2017: Subcampeón en el 2017 CHINA OPEN, perdiendo contra Dimitrij Ovtcharov 4 sets a 3.